# Pandulf Cap de Fier

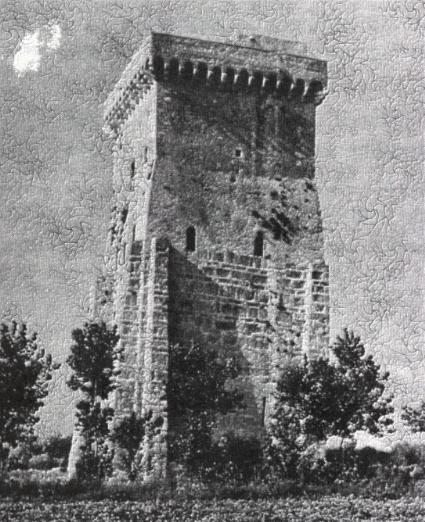
Turnul lui Pandulf din Garigliano

Pandulf I Cap de Fier (d. martie 981) a fost principe de Benevento și de Capua din anul 943 (sau 944) până la moarte. El a fost și duce de Spoleto și Camerino din 967 și a succedat și ca principe de Salerno din 977 sau 978. A fost un nobil important din sudul Italiei, aflat în luptă atât cu Imperiul Bizantin cât și cu sarazinii pentru controlul regiunii. El a devenit stăpân asupra aproape întregii jumătăți sudice a Italiei.

## Viața și activitatea
Mama sa a fost Yvantia, iar Pandulf a fost co-principe al tatălui său, Landulf al II-lea de Benevento, începând de la 943, atunci când bunicul său, Landulf I a murit, ca și din 959, împreună cu fratele său Landulf al III-lea.
Cândva în jurul anului 955, papa Ioan al XII-lea a condus o armată de romani, toscani și spoletani împotriva lui Landulf al II-lea și a lui Pandulf, însă principele Gisulf I de Salerno a venit în sprijinul celor din urmă și confruntarea a fost evitată. Papa și Gisulf au încheiat un tratat la Terracina. După acest episod, o puternică alianță s-a înfiripat între Gisulf și Pandulf.
În 961, Landulf al II-lea a murit, după care Pandulf și fratele său au devenit singuri principi, cu toate că mai vârstnicul Pandulf impunea o mai mare autoritate. Chronicon Salernitanum afirmă că este vorba de co-regență și de principiul indivizibilității dintre Capua și Benevento, așa cum fusese el declarat de către Atenulf I în anul 900, când spunea Beneventanorum principatum eius filii Pandolfum et Landulfum bifarie regebant . . . communi indivisoque iure, adică "principatul beneventin era condus în comun de către Pandulf și Landulf sub jurisdicție comună indivizibilă". Cu toate acestea, sistemul a căzut în cele din urmă, iar Pandulf a condus Capua iar Landulf în Benevento în mod separat. Chronicum spune că Pandulf tenuit principatum una cum suo germanus annos octo, adică "a ținut principatul singur cu fratele său vreme de opt ani".
La sfârșitul anului 965, o răscoală din Roma l-a răsturnat pe papa Ioan al XIII-lea, care a fost arestat și trimis într-o închisoare din Campania. Nu se știe dacă papa a scăpat sau a fost eliberat, însă se cunoaște că el a ajuns la Capua nu la multă vreme după episod, căutând protecția din partea lui Pandulf, care i-a oferit-o cu bucurie. În schimb el a transformat Capua înt-o arhidioceză, iar fratele lui Pandulf, Ioan a primit un pallium. După zece luni de exil, o nouă schimbare de regim de la Roma i-a dat papei ocazia să revină în Statul papal, iar Pandulf l-a trimis însoțit de o escortă capuană.
În 967, împăratul Otto I cel Mare a sosit la Roma, de unde i-a oferit lui Pandulf Ducatul de Spoleto și Camerino, devenit vacant și l-a invitat să participe la un război împotriva bizantinilor. Cu această ocazie, Pandulf și Landulf l-au prezentat împăratului pe aliatul lor, principele Gisulf I de Salerno. În continuare, cei doi au luat parte la campania imperială din 968, însă Landulf s-a îmbolnăvit și a decedat la Benevento, lăsând doi fii: Pandulf și Landulf. Cu toate că Pandulf se afla în compania împăratului la granițele Calabriei, când a aflat vestea morții fratelui său, s-a întors în grabă la Benevento și l-a asociat la domnie pe fiul său cel mare, Landulf, care a fost încoronat ca principe în biserica Sancta Sophia, după care Pandulf a revenit alături de trupele imperiale. În acel an, Otto cel Mare a lăsat asedierea orașului Bari în sarcina lui Pandulf, însă acesta a fost capturat în bătălia de la Bovino din 969 de către bizantini și trimis la Constantinopol. Pe timpul absenței sale, principatul a fost administrat de către arhiepiscopul de Benevento Landulf I și de către tânărul Landulf, cu sprijinul mamei sale, soția lui Pandulf Aloara, timp în care Benevento a devenit arhidioceză (în 969). Tot în lipsa lui Pandulf "Cap de Fier", în 970, bizantinii au asediat Capua în vreme ce ducele Marin al II-lea de Neapole a produs ravagii în teritoriul înconjurător. Pandulf a fost eliberat mai târziu, în cadrul negocierilor prin care împăratul bizantin Ioan I Tzimiskes i-a oferit-o pe prințesa Theofano în căsătorie fiului lui Otto cel Mare, Otto al II-lea.
În anii '60, Bizanțul să înlocuiască influența imperială în Salerno și, pentru atingerea acestui scop, ar fi instrumentat răscoala care temporar l-a înlăturat pe papa Ioan al XIII-lea, un filo-german convins. Cu toate acestea, principele Gisulf I de Salerno era aliat atât cu grecii cât și cu vecinul său longobard, Pandulf, pe care îl salvase cu câțiva ani mai înainte și care, în fapt, era în mod înverșunat pro-german și anti-bizantin. Atunci când Gisulf a fost depus și înlocuit din funcție de către vărul lui Pandulf, Landulf de Conza în 973, Pandulf l-a restaurat pe Gisulf ca vasal al său. Cînd același Gisulf a murit fără a avea moștenitori în 977 sau 978, Pandulf a succedat în Salerno, potrivit unei înțelegeri anterioare dintre cei doi. Politica bizantinilor s-a dovedit un eșec, iar Pandulf (alături de aliații săi germani) a fost adevăratul câștigător în Italia de sud. El a reușit să unească toate cele trei principate longobarde, de Benevento, Capua și Salerno, și în plus a obținut și Spoleto și Camerino. Astfel, el conducea un larg bloc de teritorii care se întindeau la nord până la Toscana, iar în sud până la Golful Taranto.
Teritoriile lui Pandulf Cap de Fier au fost divizate după moartea sa, între fiii săi, care au luptat fără încetare pentru moștenire. Fiul său Landulf al IV-lea a obținut Capua și Benevento, în vreme ce Salerno a revenit lui Pandulf. Totuși, sosirea împăratului Otto al II-lea la Roma, petrecută în 981, a făcut ca Spoleto să îi fie acordat lui Thrasimund al IV-lea, ducele de Camerino. După aceea, nepotul lui Pandulf, Pandulf a obținut Benevento în cadrul unei împărțiri a teritoriului lui Landulf, în care Landulf păstra Capua. În cele din urmă, ducele Manso I de Amalfi l-a deposedat pe tânărul Pandulf de Salerno și a fost confirmat de către Otto al II-lea.
Pandulf Cap de Fier a mai avut și alți fii: Landenulf, care i-a succedat lui Landulf al IV-lea în Capua; Laidulf, care i-a succedat lui Landenulf; și Atenulf, care a murit în Bătălia de la Stilo din 13 iulie 982.